# Market Drayton
Market Drayton est une ville britannique, située dans le Shropshire (Angleterre).

## Galerie

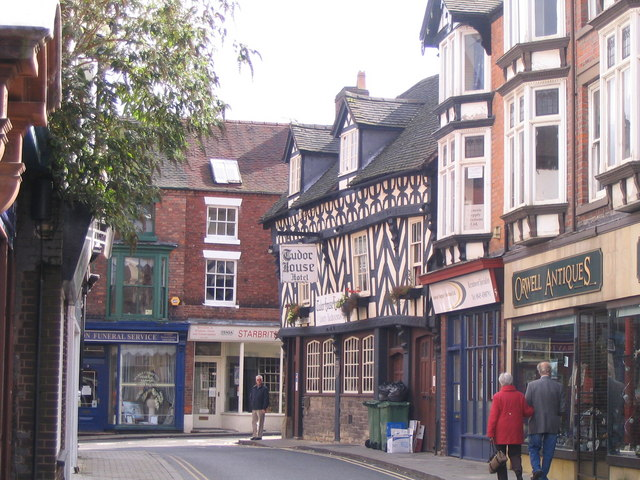
Tudor House Hotel
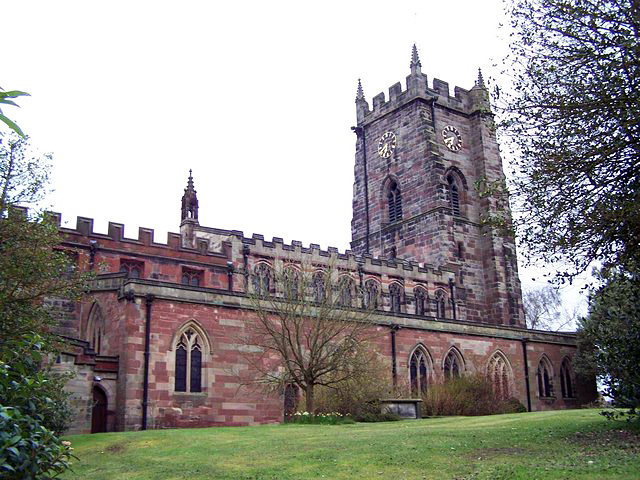
Église Sainte-Marie

## Personnalités liées à la commune
- Robert Clive (1725-1774) : Major-général britannique.
- Cecilia Betham (1843 -1913) : archère irlandaise.

## Jumelages
Market Drayton est jumelée avec :
- Pézenas (France), la ville où a séjourné Lord Clive.
- Arlon (Belgique)